# Chất ức chế phosphodiesterase-4

Rolipram, chất ức chế PDE4 nguyên mẫu

Một chất ức chế phosphodiesterase loại 4, thường được gọi là chất ức chế PDE4, là một loại thuốc được sử dụng để ngăn chặn hoạt động thoái hóa của phosphodiesterase 4 (PDE4) trên cyclic adenosine monophosphate (cAMP). Nó là một thành viên của gia đình ức chế PDE lớn hơn. Họ enzyme PDE4 là PDE phổ biến nhất trong các tế bào miễn dịch. Chúng chủ yếu chịu trách nhiệm cho việc thủy phân cAMP trong cả tế bào miễn dịch và tế bào trong hệ thống thần kinh trung ương.

## Tiện ích trị liệu
Chất ức chế PDE4 nguyên mẫu là rolipram. Các chất ức chế PDE4 được biết là có khả năng nhận thức (bao gồm cải thiện trí nhớ dài hạn), thúc đẩy sự tỉnh táo, neuroprotective, và tác dụng chống viêm. Do đó, các chất ức chế PDE4 đã được nghiên cứu như phương pháp điều trị cho một nhóm đa dạng của các bệnh khác nhau, bao gồm rối loạn hệ thống thần kinh trung ương như rối loạn trầm cảm nặng (trầm cảm lâm sàng), rối loạn lo âu, tâm thần phân liệt, bệnh Parkinson, Bệnh Alzheimer, đa xơ cứng, rối loạn tăng động giảm chú ý, bệnh Huntington, đột quỵ, tự kỷ và các tình trạng viêm như bệnh phổi tắc nghẽn mãn tính (COPD), hen suyễn và viêm khớp dạng thấp.
Ức chế PDE4D, cùng với ức chế PDE4A cũng có vẻ là nguyên nhân gây ra tác dụng chống trầm cảm của thuốc ức chế PDE4. Tương tự PDE4B ức chế dường như được yêu cầu cho các hiệu ứng chống loạn thần của các chất ức chế PDE4, phù hợp với quan điểm này polymorphisms PDE4B và biểu hiện gen thay đổi trong hệ thống thần kinh trung ương có liên quan đến tâm thần phân liệt và rối loạn lưỡng cực trong một nghiên cứu sau khi chết. PDE4 cũng điều chỉnh tầng tín hiệu D1 / PKA / DkvP-32 ở vỏ não trước, có thể góp phần vào tác dụng chống loạn thần và nhận thức của thuốc ức chế PDE4. Trong đó PDE4C được thể hiện chủ yếu ở ngoại vi và do đó có thể chịu trách nhiệm một phần cho các tác động ngoại biên của thuốc ức chế PDE4 (ví dụ: tác dụng chống viêm của chúng). Ức chế PDE4 cũng được biết là làm giảm việc tìm kiếm và tiêu thụ ethanol ở chuột, do đó cho thấy tiện ích có thể của nó trong điều trị nghiện rượu. Một vài dòng bằng chứng khác nhau cho thấy công dụng trị liệu trong điều trị khối u não.
Sự phát triển lâm sàng của các chất ức chế PDE4 đã bị cản trở bởi các tác dụng gây nôn mạnh mẽ của chúng, dường như có liên quan đến sự ức chế PDE4D của chúng được thể hiện trong hậu họa khu vực.

## Phản ứng không mong muốn
Buồn nôn, nôn và các tác dụng phụ đường tiêu hóa nói chung có liên quan là tác dụng phụ thường gặp nhất của thuốc ức chế PDE4. Các tác dụng phụ khác có thể bao gồm nhiễm trùng đường hô hấp và đường tiết niệu, được phát hiện từ việc sử dụng lâm sàng của roflumilast.

## Ví dụ
- Apremilast, một dẫn xuất phthalimide đã được FDA Hoa Kỳ phê duyệt vào tháng 3 năm 2014 để sử dụng như một phương pháp điều trị viêm khớp vẩy nến,[18] và vào tháng 9 năm 2014 để điều trị bệnh vẩy nến mảng bám dưới tên thương hiệu Otezla.[19]
- Cilomilast, trong phát triển lâm sàng của GlaxoSmithKline để điều trị COPD.[20]
- Crisaborole (AN2728), một loại thuốc có chứa boron để điều trị tại chỗ bệnh vẩy nến và viêm da dị ứng.[21][22][23] Nó được FDA chấp thuận vào ngày 14 tháng 12 năm 2016 dưới tên thương hiệu Eucrisa để điều trị viêm da dị ứng nhẹ đến trung bình (bệnh chàm) ở bệnh nhân từ 2 tuổi trở lên.[24]
- Diazepam, một thuốc giải lo âu benzodiazepine, mất trí nhớ, thôi miên, an thần và giãn cơ.[25]
- Ibudilast, một loại thuốc bảo vệ thần kinh và thuốc giãn phế quản được sử dụng chủ yếu trong điều trị hen suyễn và đột quỵ. Nó ức chế PDE4 ở mức độ lớn nhất, nhưng cũng cho thấy sự ức chế đáng kể các phân nhóm PDE khác, và do đó hoạt động như một chất ức chế PDE4 chọn lọc hoặc một chất ức chế phosphodiesterase không chọn lọc, tùy thuộc vào liều lượng.
- Luteolin, bổ sung chiết xuất từ đậu phộng cũng sở hữu các đặc tính IGF-1.[26]
- Mesembrenone, một loại alkaloid từ thảo dược Sceletium tortuosum (Kanna).
- Piclamilast, một chất ức chế mạnh hơn rolipram.[27]
- Roflumilast, được cấp phép để điều trị bệnh phổi tắc nghẽn mạn tính nghiêm trọng ở EU, Nga và Hoa Kỳ bởi Merck & Co. dưới tên thương mại Daxas [17] và Daliresp.
- Rolipram, được sử dụng như một công cụ điều tra trong nghiên cứu dược lý.

## Phương thức hành động
PDE4 thủy phân cyclic adenosine monophosphate (cAMP) thành adenosine monophosphate (AMP) không hoạt động. Ức chế PDE4 ngăn chặn quá trình thủy phân cAMP, do đó làm tăng mức độ cAMP trong các tế bào. [cần dẫn nguồn]